# زاك نورمان
زاك نورمان (بالإنجليزية: Zack Norman)‏ هو ممثل أمريكي، ولد في 27 مايو 1940.

## أعمال

### مسلسلات
- المربية

## وصلات خارجية
- زاك نورمان على موقع IMDb (الإنجليزية)
- زاك نورمان على موقع ألو سيني (الفرنسية)
- زاك نورمان على موقع أول موفي (الإنجليزية)
- زاك نورمان على موقع قاعدة بيانات الأفلام السويدية (السويدية)
- زاك نورمان على موقع قاعدة بيانات الفيلم (الإنجليزية)
- زاك نورمان على موقع كينوبويسك (الروسية)